# Drino vicina
Drino vicina är en tvåvingeart som först beskrevs av Zetterstedt 1849.  Drino vicina ingår i släktet Drino och familjen parasitflugor. Arten är reproducerande i Sverige. Inga underarter finns listade i Catalogue of Life.